# Jeremy Miles
Jeremy Miles, né en août 1971 à Pontarddulais, au Royaume-Uni, est un solliciteur et homme politique britannique œuvrant au pays de Galles.
Après des échecs comme candidat ou aspirant à l’investiture du parti travailliste pour les élections des Communes de 2010 et de 2015, il propose son nom pour la sélection du successeur de Gwenda Thomas dans la circonscription de Neath aux élections de l’Assemblée galloise suivantes. Une fois désigné, Jeremy Miles est élu lors du scrutin de 2016, puis réélu aux élections générales du Senedd de 2021. Il se présente aux différents scrutins sous le double étiquette travailliste et coopérative.
Proposé conseiller général par le premier ministre Carwyn Jones lors d’un remaniement ministériel opéré à l’automne 2017, il est reconduit par le nouveau chef du gouvernement Mark Drakeford à l’automne suivant et nommé ministre du Brexit, avant que son titre ne soit modifié en ministre de la Transition européenne en 2020. En 2021, reconduit ministre, il obtient les portefeuilles de l’éducation et de la langue galloise de Mark Drakeford. Il se déclare candidat à la succession de ce dernier en 2023 lorsqu’il annonce sa démission pour l’année suivante.

## Biographie

### Éléments personnels et carrière professionnelle
Jeremy Miles naît en août 1971 à Pontarddulais, dans le sud du pays de Galles, au Royaume-Uni. Locuteur du gallois, élevé dans la ville, il la quitte à l’âge de 8 ans et n’y revient que 25 ans plus tard,,,,.
Élève de l’école de comté (en) d’Ystalyfera, dans la Vallée de Swansea (en), il étudie par la suite le droit à au New College de l’université d’Oxford, en Angleterre. Une fois diplômé, Jeremy Miles enseigne cette discipline à l’université de Varsovie, en Pologne. Il exerce ensuite le métier de solliciteur à Londres,,.
Il occupe également des fonctions directionnelles dans les domaines juridique et commercial dans les médias, dont ITV et NBC Universal. À son retour au pays de Galles, il fonde sa propre société de conseil fournissant une expertise dédiée à des clients internationaux en matière de diffusion et de numérique.
Jeremy Miles est l’un des trois premiers représentants à l’Assemblée galloise ouvertement homosexuels à être élus en 2016.

### Carrière politique

#### Premières tentatives d’entrée en politique (2010-2016)
Jeremy Miles intègre le Parti travailliste en 1988. Sélectionné comme candidat du parti dans la circonscription de Beaconsfield aux élections de la Chambre des communes de 2010, il perd ce scrutin, relégué à la troisième position. Lorsque Hywel Francis renonce à se présenter aux élections générales suivantes, il cherche à obtenir l’investiture travailliste pour le siège d’Aberavon, mais, Stephen Kinnock, fils de Neil Kinnock, ancien chef du parti, remporte la sélection le 21 mars 2014,,,.
En octobre 2015, il est désigné candidat du Parti travailliste gallois à Neath pour les élections de l’année suivante de l’Assemblée galloise, la sortante Gwenda Thomas (en) ne souhaitant pas poursuivre un autre mandat. Il lance sa campagne le mois suivant avec le parrainage de cette dernière et de Rhodri Morgan, l’ancien premier ministre gallois,.

#### Premier mandat à l’Assemblée galloise: de l’arrière-ban à conseiller général (2016-2021)
Jeremy Miles est élu membre de l’Assemblée le 5 mai 2016 avec une majorité de 2 923 voix à Neath le plaçant au vingt-huitième rang sur les 40 circonscriptions. Lui-même adhérent du parti, il préside le groupe coopératif de l’Assemblée galloise dès l’installation de la nouvelle législature, succédant à Mick Antoniw (en),,,.
Alors que le premier ministre procède à un remaniement de son équipe ministérielle le 3 novembre 2017, Jeremy Miles est proposé à la fonction de conseiller général par Carwyn Jones. Mark Drakeford, le successeur de ce dernier, le reconduit à ce poste dans le gouvernement formé le 13 décembre 2018, initialement avec le titre de ministre du Brexit, puis, celui de ministre de la Transition européenne à compter du 4 mars 2020,,.

#### Ministre de l’Éducation et de la Langue galloise (depuis 2021)
Réélu dans la circonscription de Neath à l’occasion du scrutin organisé le 6 mai 2021, Jeremey Miles intègre le nouveau gouvernement de Mark Drakeford le 13 mai suivant avec une nouvelle fonction, celle de ministre de l’Éducation et de la Langue galloise,.
Quelques jours après l’annonce de la démission de Mark Drakeford de son poste de chef du Parti travailliste gallois prévue d’ici mars 2024, il se porte candidat à sa succession (en) le 18 décembre 2023 et reçoit le soutien d’une majorité des membres du groupe travailliste du Senedd,.

## Détails des mandats et fonctions

### Mandat électif
- Membre de l’Assemblée puis du Senedd, élu dans la circonscription de Neath (en fonction depuis le 6 mai 2016), siégeant dans le groupe travailliste.

### Fonctions exécutives
- Conseiller général dans le troisième gouvernement de Carwyn Jones (du 14 novembre 2017 au 12 décembre 2018), puis, dans le premier gouvernement de Mark Drakeford (du 8 janvier 2019 au 12 mai 2021).
- Ministre du Brexit dans le premier gouvernement de Mark Drakeford (du 13 décembre 2018 au 4 mars 2020).
- Ministre de la Transition européenne dans le premier gouvernement de Mark Drakeford (du 4 mars 2020 au 12 mai 2021).
- Ministre de l’Éducation et de la Langue galloise dans le second gouvernement de Mark Drakeford (en fonction depuis le 13 mai 2021).

## Résultats électoraux

### Chambre des communes
| Élection          | Circonscription | Parti | Parti              | Voix  | %     | Résultat |
| ----------------- | --------------- | ----- | ------------------ | ----- | ----- | -------- |
| Générales de 2010 | Beaconsfield    |       | Parti travailliste | 6 135 | 11,69 | Échec    |

### Assemblée nationale du pays de Galles et Parlement gallois
| Élection          | Circonscription | Parti  | Parti                            | Voix  | %     | Position |
| ----------------- | --------------- | ------ | -------------------------------- | ----- | ----- | -------- |
| Générales de 2016 | Neath           |        | Parti travailliste et coopératif | 9 468 | 37,33 | Élu      |
| Générales de 2021 | Neath           | 11 666 | Parti travailliste et coopératif | 42,30 |       | Élu      |